# Unojah
Unojah ist eine Freiburger Global Pop - Reggae - Weltmusik-Band, deren Bandmotto „Einheit in Vielfalt“ lautet.

## Geschichte
Unojah wurde 2016 von dem deutschen Sänger und Gitarristen Chaldun Schrade gegründet, dessen Eltern vor seiner Geburt zum Sufismus, einer mystischen Strömung des Islam konvertiert sind. Unojah ist aus dem musikalischen Projekt „Ottoman Empire Soundsystem“ hervorgegangen. Ottoman Empire Soundsystem war 2013 Teilnehmer des Creole – Global Music Contest unter der Schirmherrschaft der UNESCO.
2017 erschien das erste Album "color to the people." Daraufhin folgte eine deutschlandweite Club und Festival Tournee. 2022 wurde die Band durch die Initiative Musik in der 56. Förderrunde gefördert. Hieraus entstand eine aufwendig produzierte Live Ep, bei der sowohl Ton als auch Video mitgeschnitten wurde und welche sowohl online als auch auf Vinyl erschienen ist. Seitdem sind Unojah regelmäßig auf Festival- und Clubtournee.

## Stil
Unojah mischen Elemente traditioneller Weltmusik mit modernen Musikrichtungen wie Ska, Reggae, Hip-Hop, Folk und Latin. Einen Schwerpunkt bilden traditionelle orientalische Qasidahs. Auch textlich widmen sich Unojah zahlreichen Sprachen (u. a. arabisch, paschtu, deutsch, spanisch, englisch, indonesisch und französisch).
Allgemein spricht aus den Texten viel Achtsamkeit, Toleranz und der Wunsch nach Frieden und Harmonie. Die Band verfügt über herausragende Livequalitäten, die Livekonzerte sind geprägt von „purer“ Lebensfreude und besonderer Energie.

## Soziales Engagement
Unojah engagieren sich intensiv für den interkulturellen und interreligiösen Dialog und verstehen sich als Brückenbauer zwischen verschiedenen Kulturen und Religionen. Sie setzen sich aktiv gegen Rassismus, Fremdenfeindlichkeit und Ausgrenzung ein. Neben ihren Konzerten führen die Bandmitglieder auch Workshops unter dem Motto „Einheit in Vielfalt / Celebrate Diversity“ an Schulen und Bildungseinrichtungen durch. Ihr Musikvideo zum Song „Einheit in Vielfalt“ wurde vom Bundesprogramm „Demokratie leben! Aktiv gegen Rechtsextremismus, Gewalt und Menschenfeindlichkeit“ gefördert.
Die Bandmitglieder von Unojah setzen sich ebenfalls für den Klimaschutz ein. So schrieb die Band einen Song für die internationale Bewegung Fridays for Future. Die Erlöse aus Online-Single-Verkäufen wurden komplett an die Organisation gespendet.

## Konzerte
Unojah spielte bereits Konzerte in Deutschland, Frankreich, Spanien, England und in Algerien. Sie trat u. a. beim Weltmusikfestival Horizonte auf der Festung Ehrenbreitstein in Kassel, beim Tucher Blues- und Jazzfestival in Bamberg, bei den evangelischen Kirchentagen in Berlin und Dortmund, beim Festival "Folk am Turm" in Bad Wünnenberg sowie beim Constantine Sufi Festival in Algerien auf.

## Diskografie

### Alben
- 2012: Ottoman Empire Soundsystem – Today's Guest (Elf Records / Soulfire)
- 2017: Color to the People (Soulfire)
- 2023: Live Ep (Soulfire)

### Singles
- 2018: Go Jalal (Soulfire)
- 2019: Fridays for Future (Soulfire)
- 2021: Lockdown (Soulfire)
- 2022: Fiyashiyya (Soulfire)
- 2022: Tasmiya - live session (Soulfire)
- 2022: Infinity - live session (Soulfire)
- 2023: Ay mi Amor (Soulfire)
- 2024: Infinity (Soulfire)